# Angharad James
Angharad James (Harverfordwest, 1 de junio de 1994) es una futbolista galesa. Jega de centocampista y su equipo actual es el Tottenham Hotspur de la Women's Super League de Inglaterra. Es internacional absoluta por la selección de Gales desde 2011.

## Trayectoria

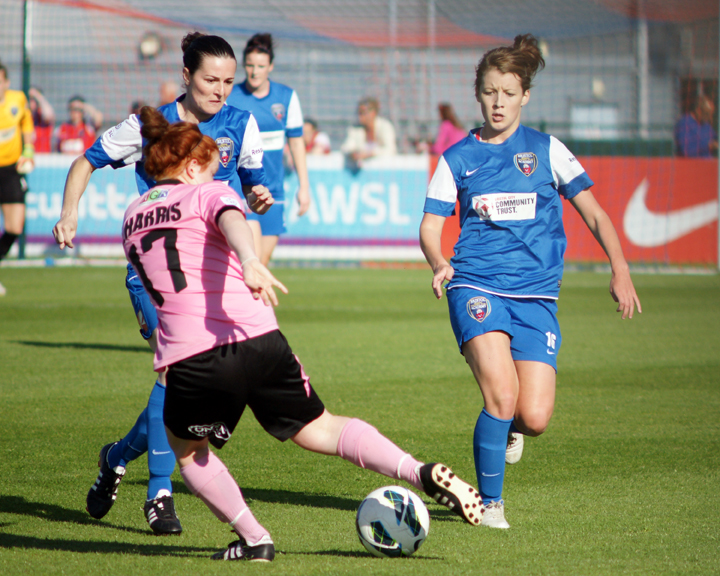
A la derecha, jugando con el Bristol en junio de 2013

Procedente de la cantera del Manorbier, fue fichada por el Arsenal en 2010. En sus dos años como gunner no llegó a debutar en la liga, aunque sí jugó en la Liga de Campeones en 2011. Ese año también debutó con la selección galesa, con la que ha jugado 34 partidos y marcado un gol a fecha de 2014. 
En 2012 fichó por el Bristol Academy, con el que sí jugó la WSL. Jugó en el Bristol hasta 2016. A continuación pasó por Notts County, Yeovil y Everton antes de desembocar en el  Reading.

## Clubes
| Club                   | País           | Año           |
| ---------------------- | -------------- | ------------- |
| Arsenal                | Inglaterra     | 2011          |
| Bristol Academy        | Inglaterra     | 2012-2015     |
| Notts County           | Inglaterra     | 2016          |
| Yeovil Town            | Inglaterra     | 2017          |
| Everton                | Inglaterra     | 2017-2019     |
| Reading                | Inglaterra     | 2019-2021     |
| North Carolina Courage | Estados Unidos | 2021          |
| Orlando Pride          | Estados Unidos | 2022          |
| Tottenham Hotspur      | Inglaterra     | 2022-presente |